# Горличка вохристогруда
Горличка вохристогруда (Leptotila ochraceiventris) — вид голубоподібних птахів родини голубових (Columbidae). Мешкає в Еквадорі і Перу.

## Опис
Довжина птаха становить 23-25 см, вага 146 г. У самців лоб блідо-бордовий, тім'я бордове, потилиця і задня частина шиї бурувато-бордові. На верхній частині спини фіолетово-червона, металево-блискуча пляма. Верхня частина тіла і верхні покривні пера хвоста темно-оливково-коричневі. Крайні стернові пера чорні з широкими білими кінчиками. Підборіддя біле, горло охристе або кремово-біле, обличчя коричнювато-охристе, шия з боків рудувато-коричневі. Груди тьмяно-рожеві, живіт коричнюватий, боки і нижні покривні пера хвоста коричневі. Гузка чорнувато-бура, пера на ньому мають білі кінчики. Райдужки жовті, навколо очей плями голої червонувато-пурпурової шкіри. Дзьоб чорний, лапи червоні. Самиці мають дещо тьмяніше забарвлення, металево-блискуча пляма на спині відсутня.

## Поширення і екологія
Вохристогруді горлички мешкають в західних передгір'ях Анд та в долинах на заході Еквадору та на північному заході Перу (Тумбес, П'юра, Ламбаєке). Вони живуть у вологих і сухих рівнинних тропічних лісах та у вологих гірських тропічних лісах. Зустрічаються поодинці, парами або невеликими зграйками, переважно на висоті від 500 до 1800 м над рівнем моря, місцями на висоті від рівня моря до 2625 м над рівнем моря. Живляться насінням. плодами і дрібними безхребетними, яких шукають в лісовій підстилці.

## Збереження
МСОП класифікує цей вид як вразливий. За оцінками дослідників, популяція вохристогрудих горличок становить від 3750 до 15000 птахів. Їм загрожує знищення природного середовища.